# Nicholas Bayard
Nicholas Bayard, född omkring 1644 i Alphen, död 1707 i New York, var en nordamerikansk ämbetsman, son till Samuel Bayard.
Bayard var först sin morbror Stuyvesants sekreterare och därefter, från 1672, provinssekreterare i den holländska förvaltningen. Under den engelska tiden blev han 1685 borgmästare (mayor) i New York och tog en livlig del i de partistrider, som upprörde denna koloni mot 1600-talets slut.